# Gallotia simonyi machadoi
El lagarto gigante de El Hierro (Gallotia simonyi machadoi) es una subespecie de lagarto endémica de la isla de El Hierro (Islas Canarias, España). El lagarto gigante se considera, según una ley del Gobierno de Canarias, el símbolo natural de la isla de El Hierro, conjuntamente con la sabina.
Una pequeña población relicta conocida únicamente por los cabreros de la zona quedó relegada en el extremo meridional del Risco de Tibataje, en un paraje conocido como la Fuga de Gorreta. Las encuestas llevadas a cabo en la isla por Salvador en 1971 revelaron su existencia y pusieron a terrariófilos y buscadores de rarezas tras la pista del lagarto. Algunos años después en 1974 se capturaron los primeros individuos en el Risco, y se pusieron en marcha las primeras medidas dirigidas a su conservación.[cita requerida]
El área que ocupa la única población natural conocida es de tan solo 4 hectáreas orientadas al suroeste y localizadas entre el Poblado de Guinea (100 m s. n. m.), y el llamado Paso del Pino (540 m s. n. m.).[cita requerida] Esta población estaría compuesta, por unos 250 individuos, cuyo pequeño tamaño y juventud dan una idea de los escasos recursos de la zona y de las numerosas amenazas a las que están expuestos los lagartos.[cita requerida]

## Reintroducciones
Desde 1986 se está llevando a cabo un plan de cría en cautividad en el que han nacido varios cientos de individuos. Parte de estos lagartos se han destinado a realizar algunas reintroducciones experimentales en tres puntos del área primitiva de distribución de la especie. La primera de estas reintroducciones se llevaron a cabo en febrero de 1999 en el lugar donde habitaba la subespecie extinta Gallotia simonyi simonyi (Roque Chico de Salmor) donde se liberaron 37 individuos subadultos. En la actualidad esta población está plenamente estabilizada, con índices de mortalidad muy bajos, tasas elevadas de crecimiento y evidencias de reproducción.[cita requerida] Una segunda población fue reintroducida en la zona conocida como El Julan, donde se liberaron en torno a doscientos lagartos. La tercera reintroducción tuvo lugar en mayo de 2001 en la Dehesa, una zona bien conservada que, hasta hace un siglo y medio, poseía una población de lagartos gigantes.[cita requerida] Estas dos sueltas han mostrado signos de viabilidad, aunque requieren un control continuado de los gatos domésticos asilvestrados.